# Zet (spel)
Een zet in een spel is het (ver)plaatsen van een speelstuk. Dat is meestal op een bord. Bij sommige spellen, zoals schaken en dammen worden de stukken verplaatst en eventueel, als onderdeel van de zet, verwijderd. Bij andere spellen, zoals go, reversi en boter-kaas-en-eieren is een zet meestal dat een speelstuk aan het bord wordt toegevoegd.
Daarnaast wordt de term ook gebruikt als synoniem van beurt dan wel voor het één keer aan de beurt zijn van alle spelers. Zegt men bijvoorbeeld dat een schaakspel 50 zetten heeft geduurd, dan heeft wit 50 zetten gedaan en zwart 49 of 50. Ook bij de notatie van een schaakpartij is er steeds één nummer voor de zet van wit en van zwart samen. Voor eenduidigheid wordt soms de term ply gebruikt voor een zet van één speler.

## Keuze
Vaak kan een speler kiezen uit verschillende zetten. Een zet en in een denkspel soms een hele zettenreeks is dan gebaseerd op een weloverwogen plan of ten minste een gedachte. De speler zal daarbij de mogelijke gevolgen van zijn zet overwegen, zoals de reacties van zijn tegenstander(s), en indien van toepassing de risico's die hij met een zet aangaat. In een spel dat de vorm heeft van een race of een ronde zijn zetten doorgaans uitsluitend vooruit, maar daar zijn uitzonderingen op zoals bij Barricade en Haas en Schildpad.

## Plaatsing of verplaatsing
Bij een spel als schaken worden speelstukken verplaatst vanuit een vaste beginopstelling. In sommige spellen worden speelstukken enkel geplaatst, zoals bij scrabble, om daarna niet meer te kunnen bewegen of hooguit te worden weggenomen zoals bij go. In het molenspel komen beide mogelijkheden voor. Andere spellen kennen wel het naar eigen inzicht maken van een beginopstelling, zoals Stratego, maar bestaan daarna enkel uit verplaatsingen.

## Zet en beurt
Het kan zijn dat iedere speler in elke beurt een enkele zet doet, en verder niets, zoals bij Halma. Vooral bij spellen waarbij dobbelstenen worden gebruikt komt het wel voor dat men nog een zet mag doen, bijvoorbeeld bij dubbelgooien of, zoals in mens-erger-je-niet, bij het gooien van een zes. Soms kan of mag er geen zet worden uitgevoerd en moet een speler passen, bij Ur zelfs juist als men zes gooit. Het kan zijn dat het spel daarmee abrupt eindigt, zoals bij dammen.
Er zijn spellen als Cluedo waarbij in een beurt behalve (eventueel) een zet meer handelingen kunnen worden uitgevoerd.
Bij een spel als reversi kan het gebeuren dat een speler een beurt overslaat, en dan telt men het aantal beurten.

## Totaal aantal zetten
Bij sommige spellen, waaronder Reversi en Scotland Yard, ligt het (maximaal) aantal zetten van tevoren vast. Andere spellen zijn qua zettenaantal in theorie onbegrensd, zoals Monopoly. 
Soms is in de spelregels indirect een limiet ingebouwd. Zo eindigt een schaakpartij uiterlijk op de 8849e zet van wit, omdat er elke 75 zetten iets moet worden geslagen of een pion moet worden verzet. Bij go is het niet toegestaan een zet te doen waardoor de stelling zich herhaalt. Aangezien het aantal stellingen groot is maar niet oneindig, heeft een dergelijke regel tot consequentie dat er een maximum is aan het aantal zetten.